# Picea
Pìcea Mill. è un genere di circa 40 specie di conifere sempreverdi della famiglia Pinaceae, chiamati pecci, che si possono trovare nelle regioni temperate e boreali dell'emisfero settentrionale. Sono grandi alberi, alti da 20 m fino a oltre 90 m (Picea sitchensis) e si distinguono facilmente per i loro rami tutti circondati da foglie aghiformi e il portamento conico-piramidale.

## Descrizione

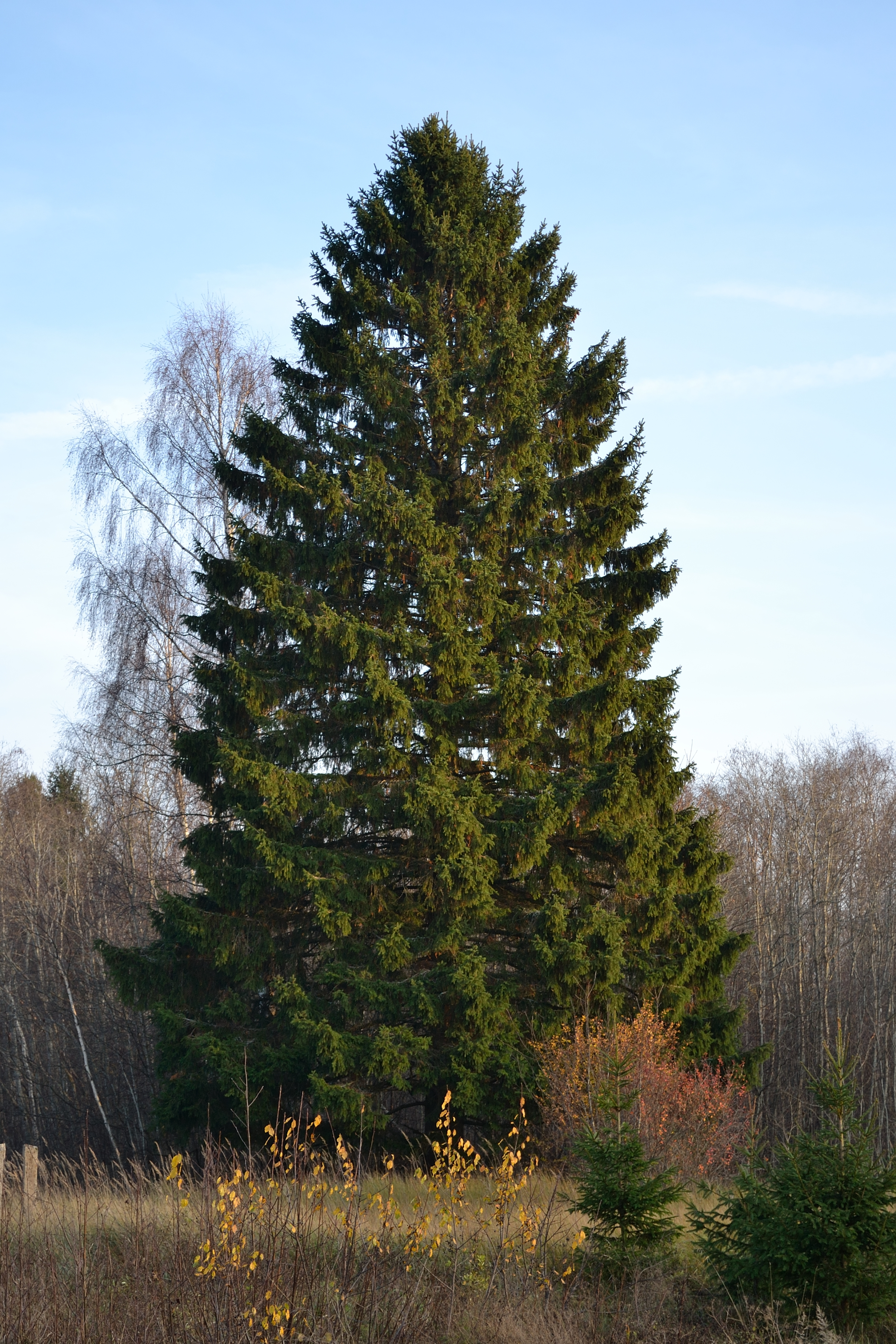
Picea abies

I pecci sono alberi ornamentali, ammirati per il loro portamento simmetrico e il fogliame sempreverde. I pecci si distinguono dagli abeti (in senso stretto) per le pigne pendule (gli Abies hanno le pigne erette). Come per gli abeti, le foglie (aghi) sono inserite singolarmente sui rametti e non riunite in mazzetti, come nei generi pini, larici e cedri. Ogni singola foglia è attaccata al rametto da una struttura a forma di tappo chiamata pulvino. Gli aghi cadono quando hanno raggiunto 4-10 anni di età, lasciando i rametti ruvidi con i pulvini rimasti: questo permette di riconoscerli dagli altri generi dove i rametti senza foglie rimangono pressoché lisci.

## Tassonomia
Il genere comprende le seguenti specie:
- Picea abies (L.) H.Karst. - abete rosso
- Picea × albertiana S.Br.
- Picea alcoquiana (H.J.Veitch ex Lindl.) Carrière - peccio di Alcock
  - Picea alcoquiana var. acicularis (Maxim. ex Beissn.) Fitschen
  - Picea alcoquiana var. reflexa (Shiras.) Fitschen
- Picea asperata Mast. - peccio del drago
  - Picea asperata var. notabilis Rehder & E.H.Wilson
  - Picea asperata var. ponderosa Rehder & E.H.Wilson
- Picea aurantiaca Mast.
- Picea austropanlanica Silba
- Picea brachytyla (Franch.) E.Pritz. - peccio di Sargent
  - Picea brachytyla var. complanata (Mast.) W.C.Cheng ex Rehder
- Picea breweriana S.Watson - peccio di Brewer
- Picea chihuahuana Martínez - peccio del Chihuahua
- Picea crassifolia Kom.
- Picea engelmannii Parry ex Engelm. - peccio di Engelmann
  - Picea engelmannii subsp. mexicana (Martínez) P.A.Schmidt
- Picea farreri C.N.Page & Rushforth - peccio birmano
- Picea × fennica (Regel) Kom.
- Picea glehnii (F.Schmidt) Mast. - peccio di Sachalin
- Picea jezoensis (Siebold & Zucc.) Carrière - peccio di Jezo
  - Picea jezoensis subsp. hondoensis (Mayr) P.A.Schmidt
  - Picea jezoensis var. koreana Uyeki
- Picea koraiensis Nakai - peccio coreano
  - Picea koraiensis var. pungsanensis (Uyeki) Farjon
- Picea koyamae Shiras. - peccio di Koyama
- Picea laxa (Münchh.) Sarg.
- Picea likiangensis (Franch.) E.Pritz. - peccio del Likiang
  - Picea likiangensis var. hirtella W.C.Cheng
  - Picea likiangensis var. montigena (Mast.) W.C.Cheng
  - Picea likiangensis var. rubescens Rehder & E.H.Wilson
- Picea linzhiensis (W.C.Cheng & L.K.Fu) Rushforth
- Picea × lutzii Little
- Picea mariana (Mill.) Britton, Sterns & Poggenb. - peccio nero
- Picea martinezii T.F.Patt. - Peccio di Martínez
- Picea maximowiczii Regel ex Mast. - peccio di Maximowicz
  - Picea maximowiczii var. senanensis Hayashi
- Picea meyeri Rehder & E.H.Wilson - peccio di Meyer
- Picea morrisonicola Hayata - peccio di Taiwan
- Picea neoveitchii Mast. - peccio di Veitch
- Picea × notha Rehder
- Picea obovata Ledeb. - peccio siberiano
- Picea omorika (Pancic) Purk. - abete serbo
- Picea orientalis (L.) Peterm. - peccio del Caucaso
- Picea polita (Siebold & Zucc.) Carrière
- Picea pungens Engelm. - peccio del Colorado
- Picea purpurea Mast. - peccio purpureo
- Picea retroflexa Mast.
- Picea rubens Sarg. - peccio rosso
- Picea schrenkiana Fisch. & C.A.Mey. - peccio di Schrenck
  - Picea schrenkiana subsp. tianschanica (Rupr.) Bykov
- Picea sitchensis (Bong.) Carrière - peccio di Sitka
- Picea smithiana (Wall.) Boiss. - peccio dell'Himalaya
- Picea spinulosa (Griff.) A.Henry - peccio del Sikkim
- Picea wilsonii Mast. - peccio di Wilson

Sulla base della forma degli aghi, delle squame e delle linee stomatifere si distinguono 3 sezioni:
- Sezione Eupicea: comprende specie con aghi romboidali con stomi su 4 facce, coni a scaglie sottili con squame molto appressate fino alla maturazione. Ne fanno parte:
  - Picea abies
  - Picea obovata (Russia settentrionale)
  - Picea orientalis (Caucaso)
  - Picea pungens (Arizona)

- Sezione Omorika: comprende specie con aghi più o meno appiattiti con 2 linee stomatiche sulla faccia esterna al rametto. Coni con scaglie rigide larghe e rigide. Ne fanno parte:
  - Picea breweriana (California – Oregon)
  - Picea omorika (Serbia)

- Sezione Casicta: comprende specie con aghi quadrangolari appiattiti, stomi su pagina superiore e inferiore, coni con scaglie sottili con margine sinuoso. Ne fanno parte:
  - Picea engelmannii (America Nord – Ovest)
  - Picea sitchensis (America Nord ovest)

La sola specie spontanea in Italia è il peccio comune (Picea abies), detto anche "abete rosso".

## Usi
Alcune specie (Picea abies e Picea omorika tra tutte) sono largamente usati come alberi di Natale. Il loro legno ha molti usi, dall'edilizia alla liuteria; è anche una delle principali fonti per la produzione di carta. La resina era usata in passato per la produzione di pece, prima dell'avvento della petrolchimica. Si pensa infatti che il nome picea possa derivare dal latino pix, "pece" appunto. Gli abitanti dell'America settentrionale usavano un tempo le radici sottili di alcune specie per intrecciare canestri e legare insieme pezzi di tronchi di betulla per costruire canoe.